# Saint-Martin-Vésubie
Saint-Martin-Vésubie (en occitano Sant Martin de Lantosca) es una población y , en la región de Provenza-Alpes-Costa Azul, departamento de Alpes Marítimos, en el distrito de Niza y cantón de Saint-Martin-Vésubie.

## Demografía
| 1131 | 1047 | 1188 | 1156 | 1041 | 1098 |
| Para los censos de 1962 a 1999 la población legal corresponde a la población sin duplicidades (Fuente: INSEE [Consultar]) |      |      |      |      |      |

## Historia
El 2 de octubre de 2020, la localidad fue afectada por fuertes lluvias causadas por la borrasca Álex, provocando un aumento de hasta 8 metros del torrente Boréon y los ríos Vésubie y Tinée, causando graves daños a las estructuras básicas, como el puente Maissa, el derrumbe de la gasolinera y cuantiosos daños en la arquitectura de la localidad.